# Cherry Ghost
Cherry Ghost est un groupe anglais de rock indépendant formé à Bolton (Angleterre) en 2005 et composé de Simon Aldred, Jim Rhodes, Ben Parsons, Grenville Harrop et Phil Anderson. Avant d'être un groupe, Cherry Ghost était le nom de scène de Simon Aldred. Leur premier album, Thirst For Romance, est entré à la 7e place des charts anglais.

Le groupe se sépare en 2015. Il se reforme le temps d'une journée en 2019 et sort le single Blue Christmas, la veille des élections générales britanniques de 2019.
Le groupe réapparaît une fois sur scène en 2022 pour un concert à Londres.

## Discographie

### Albums
- Thirst for Romance (Juin 2007)
- Beneath This Burning Shoreline (Octobre 2010)

### Singles
- Mathematics (Avril 2007)
- People Help the People (Juin 2007)
- 4 AM (Septembre 2007)
- iTunes Festival: Live in London (EP) (Novembre 2007) (iTunes anglais seulement)
- Blue Christmas (2019)